# Фортус, Ричард
Ричард Фортус (англ. Richard Fortus, род. 17 ноября 1966) — американский гитарист, который получил признание как один из гитаристов Guns N’ Roses. Он также играл в разных группах и как сессионный музыкант, и как участник этих групп, последней из которых является Thin Lizzy.

## Биография
Родом из Сент-Луиса штата Миссури, Фортус начинал с группы «The Eyes», гастролируя по всему Среднему Западу.
В конце 2001 года Ричард Фортус становится членом группы Guns N’ Roses, заменив Пола Тобиаса, в Guns N’ Roses является ритм- и соло-гитаристом.
Ричард Фортус — примерный семьянин и 5 ноября 2005 года жена Ричарда Джен Фортус родила ему дочь, которую назвали Пейсли Пайпер Фортус.

## Инструментыи оборудование
Инструменты и оборудование, которое использует Ричард:
Гитары:
- 1968 — Gibson Les Paul Custom Reissue Black
- 1958 — Gibson Les Paul Goldtop Gibson ES-355 White
- Custom Shop Gibson Les Paul Baritone Distressed Black
- Gibson ES-135 Black w/ Graphics
- Gretsch Chet Atkins Red w/ Single Bridge Pickup
- James Trussart SteelCaster
- James Trussart SteelDeville "Worn"
- James Trussart SteelDeville "Polished"
- Taylor Acoustic Guitars

Усилители:
- Egnater M4 Modular Preamp Randall RT2/50 Power Amp
- Marshall EL34 100/100 Power Amp (Modified by Voodoo Amps)
- Marshall 1973 SLP modded by Jose Arredondo
- Marshall SLP modded by Voodo Amps to replicate his Jose-modded amp
- Motherload Elemental Cabinet Simulator
- Hermit Cab Custom Isolation Cabinets w/ Celestion Alnico Gold speakers

Эффекты:
- Electro-Harmonix HOG Harmonic Generator
- Boss Hyper Fuzz Distortion
- MXR Phase 90 Scripted Logo Phaser
- DOD FX25 Envelope Filter
- Hiwatt Custom Tape Echo
- Dunlop Cry Baby Rackmount Wah
- TC Electronic G-Major 2 Effect Processors
- Yamaha AG Stomp Acoustic Effect Processor
- Fishman Aura Spectrum Acoustic DI
- Prescription electronics Vibe Unit
- Xotic RC Booster Clean Boost
- Strymon OB.1 Compressor
- Arion Stereo Chorus
- Pigtronix Echolution Delay
- Lovepedal Eternity Overdrive
- Emma discumBOBulator Envelope Filter